# 全日本プロレス2 3・4武道館
『全日本プロレス2 3・4武道館』（ぜんにほんプロレスツー さんてんよんぶどうかん）は、ナツメが制作しメサイヤこと日本コンピュータシステムより1995年4月7日に発売されたスーパーファミコン用プロレスゲーム。
同社の『全日本プロレス』（1993年）から続くシリーズの通算四作目。『全日本プロレス´ 世界最強タッグ』（1993年）の続編であり、唯一のナンバリング作品である。タイトルの「3・4武道館」とは、同年3月4日に開催された日本武道館興行を示す。ただし、同興行の開催時点でのアジアタッグ王者に誤りがある（ゲーム中ではカンナム・エクスプレスだが、実際には同年1月29日に秋山準&大森隆男組が奪取している）。
スタッフは前作に続き企画およびプロデュースは石塚輝、音楽は水谷郁および山下絹代が担当している他、ディレクターは進藤恭佐、音楽は新たに大橋春男が参加している。

## ゲーム内容

### 前作からの変更点
- 基本的には前作と同じであるが、興行モードがゲームのメインとなっている。
- 『世界最強タッグ』で削除された渕正信が再び使用キャラクターに追加され、新たに大森隆男、ジョー・ディートンが使えるようになった。
- 体力ゲージが非表示となったため、勘に頼ってプレイしなくてはならない。
- 「馬場のプロレス道場」が削除された。

### ゲームモード
- 三冠ヘビー級選手権
- 世界タッグ選手権
- 世界最強タッグ決定リーグ戦
- チャンピオン・カーニバル
- ジャイアントシリーズ
- 新春バトルロイヤル

## 登場レスラー
- ジャイアント馬場
- ジャンボ鶴田
- 三沢光晴
- 川田利明
- 田上明
- 小橋建太
- 渕正信
- 秋山準
- 大森隆男
- ジョー・ディートン
- ダグ・ファーナス
- ダニー・クロファット
- ジ・イーグル
- パトリオット
- ジョニー・エース
- ダニー・スパイビー
- スティーブ・ウィリアムス
- テリー・ゴディ
- スタン・ハンセン

## スタッフ
- プロモーション：小森俊幸、寺田浩一郎、佐藤弘明、山口剛志
- グラフィック：井上功、京極慎治、米田司郎、斉藤健範、帯杓義則、高岡周哉
- レスラー・デザイン：井上功、京極慎治
- メイン・プログラム：菱川裕
- プログラム：岩佐俊和
- レスラーアクション・デザイン：井上功
- 音楽：水谷郁、岩月博之、大橋春男、山下絹代
- ディレクター：進藤恭佐
- アシスタント・ディレクター：堀弘明
- 企画原案、プロデュース：石塚輝
- 協力：馬場正平（全日本プロレス）、井本義己（日本テレビ）、久次米晴美（日本テレビビデオ）
- 音声提供：日本テレビ

## 評価
ゲーム誌『ファミコン通信』の「クロスレビュー」では7・6・6・5の合計24点（満40点）、『ファミリーコンピュータMagazine』の読者投票による「ゲーム通信簿」での評価は以下の通り、20.6点（満30点）となっている。
| 項目 | キャラクタ | 音楽 | お買得度 | 操作性 | 熱中度 | オリジナリティ | 総合 |
| 得点 | 3.6        | 3.3  | 3.2      | 3.6    | 3.6    | 3.3            | 20.6 |